# حاروف
حاروف (به عربی: حاروف) یک منطقهٔ مسکونی در لبنان است که در شهرستان نبطیه واقع شده‌است.